# Мантурово (Курська область)
Мантурово (рос. Мантурово) — село в Мантуровському районі Курської області Російської Федерації.
Населення становить 2767 осіб. Входить до складу муніципального утворення Мантуровська сільрада.

## Історія
Населений пункт розташований на території українського етнічного та культурного краю Східна Слобожанщина.
Від 2004 року входить до складу муніципального утворення Мантуровська сільрада.

## Населення
| 1939 | 1959  | 1979  | 1989  | 2002  | 2008  | 2010  |
| ---- | ----- | ----- | ----- | ----- | ----- | ----- |
| 2510 | ↘2048 | ↗2074 | ↗2992 | ↘2819 | ↗3033 | ↘2767 |